# Lopphavet
Lopphavet er et havområde ud for vestkysten af Troms og Finnmark i Nordnorge. Der er påvist store forekomster af svampekolonier og koralrev i havområdet. Loppa og Hasvik er de to kommuner i Finnmark som grænser til Lopphavet, som også grænser til Stjernsundet og Sørøysundet i øst, samt Norskehavet i vest og nord.